# 카틴 (영화)
《카틴》(폴란드어: Katyń)는 2007년에 개봉한 1940년 소련이 제2차 세계 대전때 저지른 카틴 학살을 다루는 폴란드 영화이며 2008년 80회 아카데미 시상식에서 외국어 영화상에 후보에 올랐다.

## 출연
- 안제이 키라 - 안제이
- 마야 오스타셰프스카 - 안나
- 다누타 스텐카 - 로자
- 안드레이 치라 - 예르지
- 윅토리아 가시에브스카 - 니카
- 아그니에스카 카비오르스카 - 에바
- 막달레나 시엘렉카 - 아그네쉬카
- 세르게이 가르마시 - 폽포프

## 한국판 성우진(KBS)
- 구자형 - 안제이(안제이 키라)
- 정옥주 - 안나(마야 오스타셰프스카)
- 최문자 - 로자(다누타 스텐카)
- 이강식 - 폽포프(세르게이 가르마시)
- 오인성 - 예르지(안드레이 치라)
- 은정 - 니카(윅토리아 가시에브스카) / 에바(아그니에스카 카비오르스카)
- 박민아 - 안제이의 어머니(마야 코모로브스카) / 스타시아(스타니슬로바 셀린스카)
- 김규식 - 폴란드군 장군(얀 엔글레르트)
- 설영범 - 얀 교수(마야 코모로브스카)
- 장승길 - 나치 군인(요아힘 파울 아스뷰크)
- 김익태 - 교수(크지슈토프 글로비쉬)
- 임성표 - 폴란드 군인(올기르드 루카체비츠)
- 서문석 - 폴란드 군인(파웰 말라스진스키)
- 이미향 - 아그네쉬카(막달레나 시엘렉카)
- 이지환 - 타데우시(안토니 파울리치) / 클렌 중위(야첵 브라치아크) / 독일어 번역가(요제프 미카)